# István Almási
István Almási (n. 8 decembrie 1934, Cluj, România – d. 8 martie 2021, Cluj-Napoca, România) a fost un scriitor, folclorist, autor de studii muzicologice, etnomuzicolog maghiar din România.

## Opere literare
Lucări publicate în periodice:
- ALMÁSI István (szerk.): Seprődi István válogatott zenei írásai és népzenei gyűjtése. Kriterion Könyvkiadó. Bukarest, 1974
- ALMÁSI István: Kocsis Lajos századeleji népzenegyűjtése. In: Zemetudományi írások. 1980
- ALMÁSI, István: Béla Bartók și dezvoltarea etnomuzicologiei. Anuarul de folclor. I. évf. (1980) 158–164. 1980
- ALMÁSI, István: Principiile lui Bartók și Brăiloiu privind metoda de culegere a folclorului. Anuarul de folclor. II. évf. (1981) 18–27. 1981
- ALMÁSI, István: Béla Bartók – etnomuzicologul. Făclia. XXXVII. évf. (1981) 10684. sz. 2. 1981
- ALMÁSI István: Bartók és Brăiloiu elvei a népzenegyűjtés módszeréről. In: Bartók dolgozatok 1981. 1982
- ALMÁSI István: Egy erdélyi népdal a hagyományban és a folklorizmusban. Ethnographia. CVII. évf. (1996) 1–2. sz. 2–16. 1996